# غاري هانام
غاري هانام (بالإنجليزية: Gary Hannam)‏ هو منتج أفلام نيوزيلندي، ولد في 1951 في وانغاري في نيوزيلندا.

## وصلات خارجية
- غاري هانام على موقع IMDb (الإنجليزية)
- غاري هانام على موقع قاعدة بيانات الفيلم (الإنجليزية)